# Hanasa, Tirthahalli
Hanasa là một làng thuộc tehsil Tirthahalli, huyện Shimoga, bang Karnataka, Ấn Độ.